# Földgáz

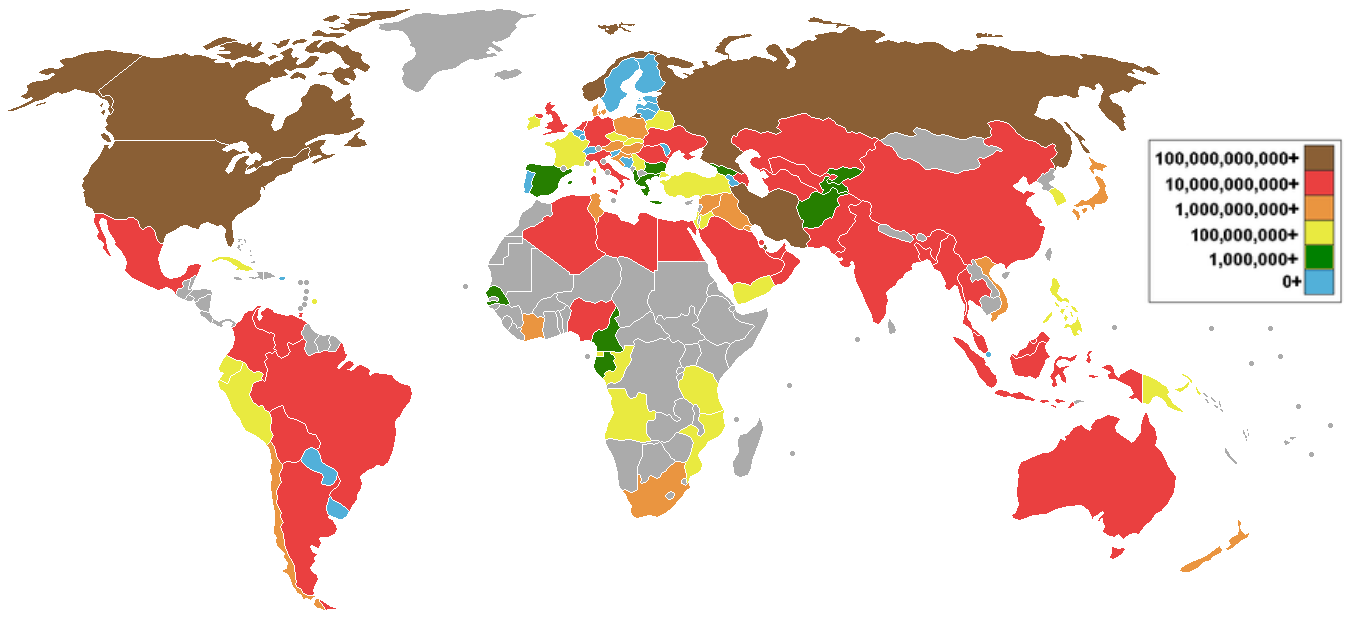
A világ földgázkitermelése (m³/év)

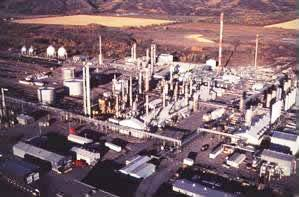
Földgázfeldolgozó üzem

A földgáz szénhidrogén alapú gázok gyúlékony elegye. Tiszta formájában színtelen, szagtalan és átlátszó gáz, fosszilis tüzelőanyag.
A földgáz néhány métertől több mint 5000 méteres mélységig található, nyomása némely esetben meghaladja a 300 bart, hőmérséklete pedig a 180 °C-ot, függően a lelőhely mélységétől. Hogy a fogyasztók számára szagról könnyen felismerhető legyen a földgáz, gyakran kellemetlen szagú etil-merkaptánt vagy más nevén etántiolt kevernek hozzá.
A földgáz komponenseit a vegyiparban is széles körben használják. Metánból szintézisgázt állítanak elő, majd ebből metanolt és ammóniát. Az etán dehidrogénezésével etilént állítanak elő, amely az etilén-epoxid, etilén-glikol, acetaldehid, ecetsav és polietilén alapanyaga. A propán dehidrogénezésével propilén nyerhető, amely a polipropilén alapanyaga vagy pedig tovább oxidálható olyan fontos monomerekké mint az akrilsav vagy akrilnitril.

## Története
A kínaiak már időszámításunk előtt földgázt használtak templomaik megvilágítására. A gázt bambuszcsöveken vezették. Ez volt az első példája a földgáz szervezett kitermelésének és vezetésének. Az újkorban, a 19. században a földgázt az Amerikai Egyesült Államokban kezdték el alkalmazni Fredóniában, fűtési célokra. Nagyobb mértékben 1884 óta alkalmaznak földgázt, amikor 23 kilométeres vezetéken át juttatták el Pittsburghbe, ahol a fűtésen kívül világításra is használták. 1950-ig az USA volt a földgáz szinte egyedüli kitermelője, majd csatlakozott Oroszország, Kanada, Hollandia, Nagy-Britannia, Norvégia, Németország, Románia, Olaszország, Mexikó, Venezuela, Algéria, Nigéria, Indonézia, Malajzia, és nem olyan régen a Közel-Kelet országai.

## Összetétele
A földgáz tipikus összetétele: 
| Metán CH4                  | 97%          |
| Etán C2H6                  | 0,919%       |
| Propán C3H8                | 0,363%       |
| Bután C4H10                | 0,162%       |
| Szén-dioxid CO2            | 0,527%       |
| Oxigén O2                  | 0-0,08%      |
| Nitrogén N2                | 0,936%       |
| Nemesgázok: Ar, He, Ne, Xe | nyomelemként |

## Tulajdonságai
A földgáz nem mérgező, a levegőnél könnyebb (sűrűsége megközelítőleg 0,68 kg/m³, míg a levegőé 1,293 kg/m³). A földgáz mennyiségét Magyarországon gáztechnikai normál köbméterben mérik (1 m³ megfelel annak a gázmennyiségnek, melynek térfogata 1,01325 bar nyomáson és 15 °C fokon 1 m³), de a fogyasztókkal való elszámolásnál a helyi légköri nyomást és az energiatartalmat (MJ) is alapul veszik. Az energiatartalom a gázösszetételtől függő fűtőérték (MJ/m³) és a mennyiség (m³) szorzata. Magyarországon ez az érték átlagosan 34−34,2 MJ/m³ között változik, tehát egy köbméter földgáz tökéletes elégetése hozzávetőleg 34-34,2 MJ energiát nyújt. Kondenzációs gázkazánokban a földgáz égése során keletkező víz kicsapódási hőtartalma is hasznosítható, ezzel 37 MJ feletti hőmennyiséget is ki lehet nyerni.
Fontos az, hogy megkülönböztessük a földgázt a cseppfolyósított gázoktól (LPG vagy propán, propán-bután gáz), amelyek főleg a kőolaj-feldolgozás termékei, tartályokban és palackokban tárolhatók. Ezek a cseppfolyósított gázok elpárologva is nagyobb sűrűségűek a levegőnél. A földgáz tökéletes égése során kék lánggal ég, káros égéstermékek, korom, hamu nélkül, igen kevés szén-monoxid és kén-dioxid kibocsátással – ezáltal környezetvédelmi szempontból a legtisztább energiahordozók egyike.
A földgáz robbanóképes elegyet alkot, ha a levegővel 5 és 15% közötti arányban elegyedik. Függően a gáz összetételétől, a nyomástól és az alsó robbanáshatártól a földgáz legalacsonyabb gyulladási hőmérséklete 595-645 °C.

## Kitermelése, előkészítése

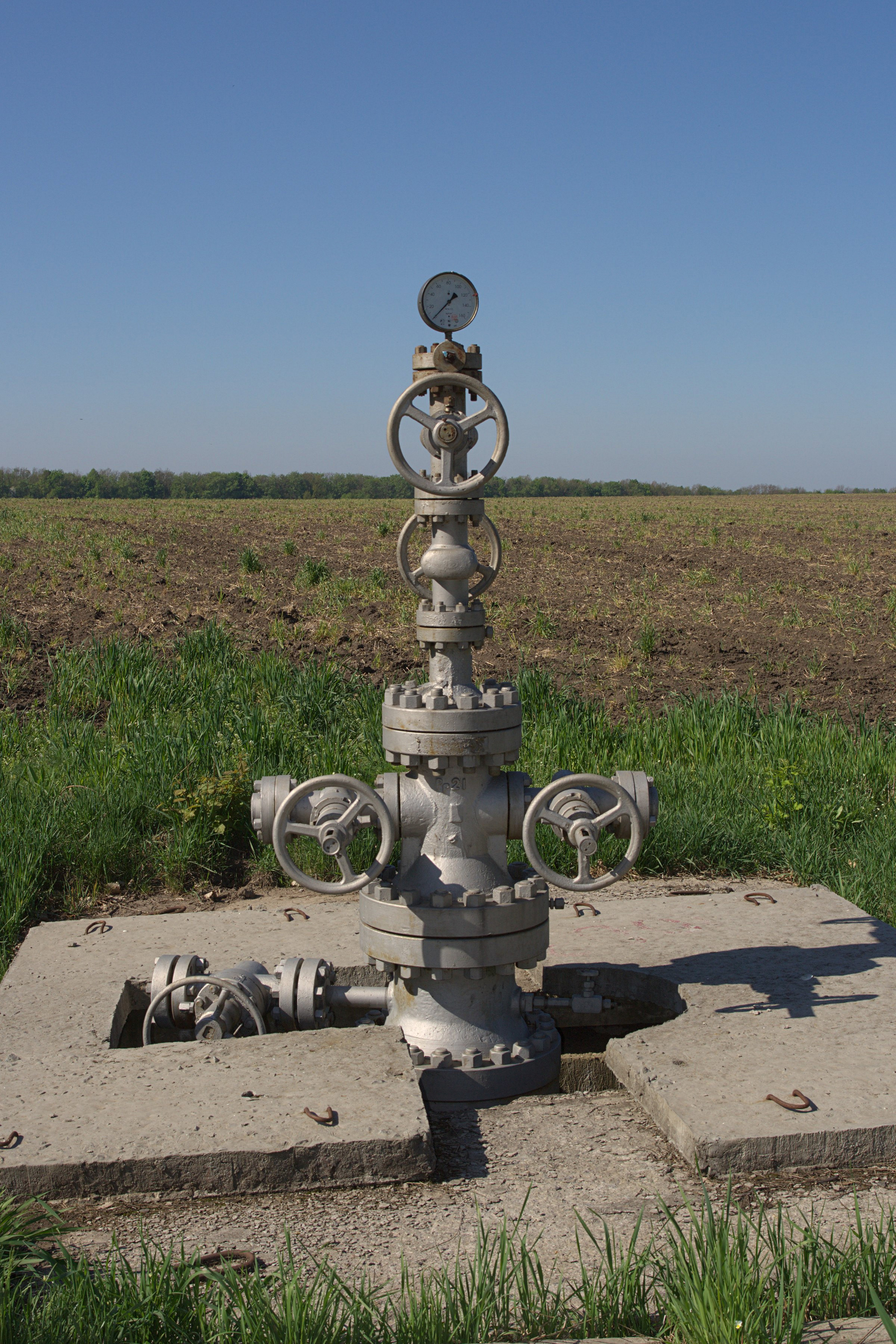
„Karácsonyfa” egy ukrajnai gázmezőn

A földgázlelőhelyek kitermeléséhez szükséges fúrásokat különböző termelő platformokról végzik el. A telepek feltárása magába foglalja a kitermeléshez szükséges valamennyi műszaki létesítmény tervezését és megépítését. Ide tartozik a termelő platformok felállítása, a mélyfúrások kivitelezése, a gyűjtővezetékek kiépítése, a mérőállomások és gáztisztító-berendezések üzembe helyezése, valamint a szállításhoz szükséges létesítmények megépítése. A kitermelés gazdaságossága érdekében egy platformról több fúrást is mélyítenek ugyanabba a telepbe, függőlegesen vagy kisebb-nagyobb hajlásszöggel. Egy földgázlelőhelyet ily módon több furat segítségével tárnak fel. A kitermelés érdekében a furatba egy hosszú acélcsövet vezetnek, a termelőcsövet. Ez a teleptől egészen a felszínig ér, ahol egy speciális szelepcsoporttal, az úgynevezett karácsonyfával zárható le. Ez a szelepcsoport a földgáz elszállítására szolgáló vezetékek csatlakoztatására és a gáz nyomásának szabályozására szolgál.
A földgáz minőségét ronthatja a vízgőz, a kén-hidrogén és más kénvegyületek, a nitrogén, a szén-dioxid, valamint a tárolókőzetből távozó, homok, por és víz formájában jelenlevő szennyeződés. A kitermelt földgázt ezért a lelőhelyről gyűjtővezetékeken keresztül a földgázkezelő rendszerbe juttatják, ahol a minőségétől függően további nemkívánatos összetevőktől tisztítják meg. Ehhez különböző fizikai és vegyi eljárásokat alkalmaznak.

### Tárolás

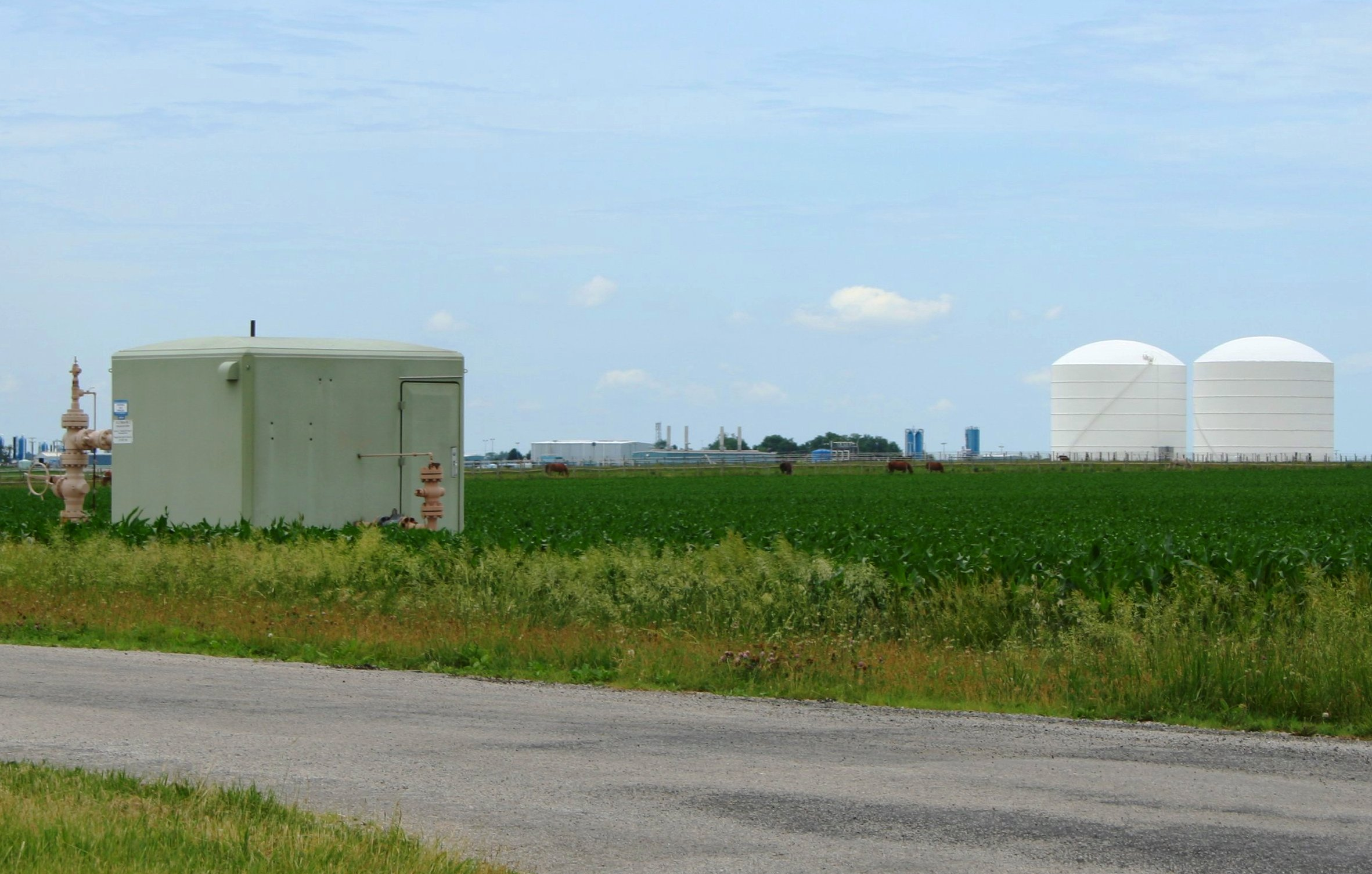
Földgáztárolóra telepített kút

Magyarországon a gáztároló létesítmények régen földgáztermelő mezők voltak, melyek porózus geológiai szerkezetűek. A legtöbb esetben a kőzet homokkő, egy kivétellel, ahol mészkő. Ezen geológiai képződményeket a termelés befejezését követően átalakították földalatti gáztárolókká.
Jelenleg négy földalatti földgáztároló létesítmény üzemel: Pusztaederics, Kardoskút, Hajdúszoboszló és Zsana.

## Szállítása

### Csővezetékes gázszállítás

A főbb európai orosz földgázvezetékek (2021)

A tisztítást (gázelőkészítést) követően a földgáz jellemzően nagy átmérőjű, nagy nyomású, nemzetközi gázszállító vezetékrendszeren, kisebb hányadban folyékony halmazállapotban speciális tartályhajókon jut el a nemzeti gázszállító rendszerekig, majd kereskedők közvetítésével, különböző nyomásfokozatú gázszállító- és gázelosztó vezetékeken, nyomáscsökkentő, nyomásszabályzó állomásokon át jut el egészen az ipari és háztartási fogyasztókig, ahol gázmérővel mérve adják át a fogyasztóknak. A földgáz mint energiahordozó legfontosabb előnye az elektromos árammal szemben, hogy a szállítása nagy távolságra sokkal hatékonyabb (kisebb hálózati veszteség), valamint tárolni is lehet.
A távvezeték-hálózat sok ezer kilométeren keresztül szállítja a földgázt a lelőhelytől – például Szibériából – a nagy európai gázszolgáltatók regionális hálózataiba. A gázvezetékek építéséhez speciális acélcsöveket használnak, melyek átmérője hálózattól függően eltérő lehet. A nagy távolságokat áthidaló távvezetékekhez különösen nagy csőátmérőket szoktak választani. Az itt használt csövek átmérője elérheti a 160 centimétert, falvastagságuk pedig a 16 millimétert.
A távvezeték-hálózatba betáplált földgáz hozzávetőlegesen 80 baros nyomással indul útjára. Ez a távvezeték-hálózat úgynevezett üzemi nyomása. Csak a tengerfenéken lefektetett gázvezetékeket tervezik még ennél is nagyobb – maximum 200 baros – nyomásra. 
A távvezeték-hálózatban történő optimális szállítás érdekében a földgáz utazási sebességének minél magasabbnak kell lennie, és állandónak kell maradnia. Ezt a célt szolgálják a kompresszorállomások. A távvezeték-hálózatban 100–200 kilométerenként találhatók ezek a létesítmények.

### LNG, cseppfolyósított földgáz szállítás

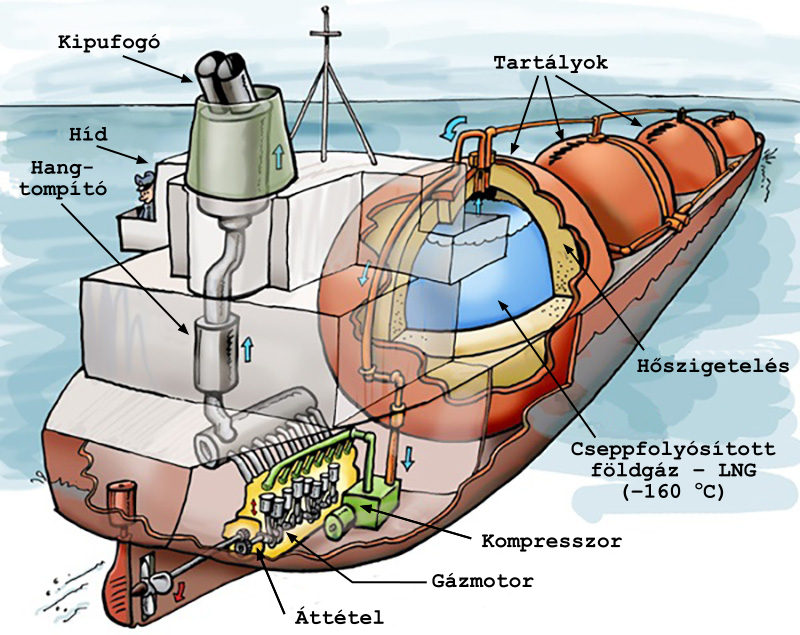
LNG-szállító hajó metszetrajza

A földgázt elsősorban csővezetéken továbbítják a felhasználás helyére, de az utóbbi időben terjed a cseppfolyósított szállítás is. A cseppfolyósított földgáz elterjedt angol rövidítése LNG (Liquefied Natural Gas). Ez a megoldás lényegesen drágább, mint a csővezetékes szállítás.
A cseppfolyósított földgáz (LNG) olyan földgáz, amelyet – jellemzően –162 °C hőmérséklet alá – folyadék halmazállapotúra hűtöttek a nyomás nélküli tárolás vagy szállítás megkönnyítése és biztonsága érdekében.
A földgázt gazdaságilag jelentéktelennek tekintették, ahol a gáztermelő olaj- vagy gázmezők távol voltak a gázvezetékektől, vagy olyan tengeri helyeken helyezkedtek el, ahol a csővezetékek nem voltak életképesek. A múltban ez általában azt jelentette, hogy a termelt földgázt jellemzően elégették, főleg, hogy az olajtól eltérően a csővezetékeken kívül nem létezett életképes módszer a földgáz tárolására vagy szállítására.
A termelési folyamatok, a kriogén tárolás és a szállítás fejlődése hatékonyan hozta létre azokat az eszközöket, amelyek szükségesek ahhoz, hogy a földgázt egy globális piacra értékesítsék, amely ma más tüzelőanyagokkal versenyez. Ezenkívül az LNG-tárolók fejlesztése olyan megbízhatóságot is bevezetett a hálózatokban, amelyet korábban lehetetlennek tartottak.
LNG szállítására speciálisan kriogén tengeri hajókat (LNG-hordozókat) vagy kriogén közúti tartálykocsikat használnak. Az LNG-t elsősorban a földgázpiacokra történő szállításra használják, ahol folyadékból visszaalakítják gáz halmazállapotúvá és elosztják csővezetékes földgázként.

## Gázelosztás, vezetékes földgázellátás
A földgáz az egyik legáltalánosabban elterjedt és legsokoldalúbb fűtőanyag, üzemanyag és vegyészeti alapanyag.
Amennyiben lakossági gázellátásra használják, egyéb gázokkal, a tetrahidrotiofén (THT, (CH2)4S) és a terc-butil-merkaptán (TBM, (CH3)3CSH) 50-50 arányú keverékével (közhasználatú, de pontatlan nevén merkaptánnal) keverik, szagosítják – ettől kapja a jellegzetes „záptojás-szagot”. Így az egyébként szagtalan földgáz észlelhető szivárgás esetén.

## Magyarország
Magyarország helyileg nagyon jelentős, világméretekben közepes földgázkészletekkel rendelkezik. Kitermelése már az 1910-es évektől folyik, az 1945-ös visszaeséstől eltekintve az 1990-es évekig folyamatosan növekvő ütemben. Ettől kezdve a kutatásra fordítandó összegek csökkenésével és külföldi vásárlási kötelezettségek vállalásával a termelés ismét visszaesett. Ma már Magyarország egyoldalú importfüggőségéről beszélnek. Az ország sosem volt önellátó földgázból, pedig lehetett volna. 1979-ben például az éves földgázkitermelés 6,5 milliárd m3 volt, miközben az az évi fogyasztás 7 milliárd m3. Mégis 1,5 milliárd m3 földgázt vásároltunk abban az évben a Szovjetuniótól. 2021-től kezdve megnyílt egy újabb importlehetőség a magyar-horvát határon felállított összekötőrendszeren keresztül.
A magyar energiatermelés 1988–1990-től stagnál, a 2010-es évek vége felé évente 2,5-2,6 milliárd m³ volt a kitermelés üteme, amely a hazai földgázfogyasztásnak kb. 25%-át fedezi. A Nemzetközi Energiaügynökség felmérése szerint Magyarországon mind a lakossági, mind az ipari szektorban jelentős megtakarítási potenciálok rejlenek (2030-ig akár 1,5-2 milliárd köbméter takarítható meg), viszont 2030-ban a földgázalapú energiatermelés akár 3,4-4 milliárd köbméterrel növelheti a fogyasztást a jelenlegi szinthez képest. Ennek következtében a földgáztalapú energiatermelésnek előreláthatóan 40%-os részesedése lesz Magyarország elektromos energiaigényének fedezésére.
Jelentős készleteink vannak energiahordozókból. Magyarország még ki nem aknázott földgázkészletét mintegy 120 milliárd m³-re becsülik. Ennek egy része nem konvencionális készlet, amelynek feltárása és kitermelése megoldásra vár.
Az Eurostat felmérése szerint 2020-ban a magyarországi lakossági ár a második legalacsonyabb volt az EU-ban (3,19 eurócent kilowattóránként).

## Országonként
Kitermelése országonként 

| No. | ország / régió          | kontinens     | éves gáztermelés (millió m3) | az adat éve |
| --- | ----------------------- | ------------- | ---------------------------- | ----------- |
| 1   | Egyesült Államok        | Észak-Amerika | 766 200                      | 2015 est.   |
| 2   | Oroszország             | Eurázsia      | 635 500                      | 2015 est.   |
| 3   | Irán                    | Ázsia         | 184 800                      | 2015 est.   |
| 4   | Katar                   | Ázsia         | 188 000                      | 2017 est.   |
| 5   | Kanada                  | Észak-Amerika | 149 900                      | 2015 est.   |
| 6   | Kína                    | Ázsia         | 138 400                      | 2016 est.   |
| —   | Európai Unió            | —             | 118,200                      | 2016 est.   |
| 7   | Norvégia                | Európa        | 117 200                      | 2015 est.   |
| 8   | Szaúd-Arábia            | Ázsia         | 102 300                      | 2015 est.   |
| 9   | Indonézia               | Ázsia         | 86 940                       | 2016 est.   |
| 10  | Türkmenisztán           | Ázsia         | 83 700                       | 2015 est.   |
| 11  | Algéria                 | Afrika        | 83 290                       | 2014 est.   |
| 12  | Malajzia                | Ázsia         | 65 420                       | 2015 est.   |
| 13  | Ausztrália              | Óceánia       | 62 640                       | 2014 est.   |
| 14  | Üzbegisztán             | Ázsia         | 61 740                       | 2014 est.   |
| 15  | Egyesült Arab Emírségek | Ázsia         | 54 240                       | 2014 est.   |
| 16  | Egyiptom                | Afrika        | 48 800                       | 2014 est.   |
| 17  | Hollandia               | Európa        | 47 460                       | 2016 est.   |
| 18  | Mexikó                  | Észak-Amerika | 44 370                       | 2014 est.   |
| 19  | Bolívia                 | Dél-Amerika   | 48 970                       | 2012 est.   |
| 20  | Egyesült Királyság      | Európa        | 40 990                       | 2012 est.   |
| 21  | Trinidad és Tobago      | Karib-térség  | 40 600                       | 2011 est.   |
| 22  | India                   | Ázsia         | 40 380                       | 2012 est.   |
| 23  | Pakisztán               | Ázsia         | 39 150                       | 2011 est.   |
| 24  | Argentína               | Dél-Amerika   | 44 600                       | 2017 est.   |
| 25  | Thaiföld                | Ázsia         | 36 990                       | 2011 est.   |
| 26  | Omán                    | Ázsia         | 35 940                       | 2012 est.   |
| 27  | Peru                    | Dél-Amerika   | 32 400                       | 2012 est.   |
| 28  | Nigéria                 | Afrika        | 31 360                       | 2011 est.   |
| 29  | Venezuela               | Dél-Amerika   | 25 280                       | 2012 est.   |
| 30  | Kazahsztán              | Ázsia         | 20 200                       | 2011 est.   |
| 31  | Banglades               | Ázsia         | 20 110                       | 2011 est.   |
| 32  | Ukrajna                 | Európa        | 19 800                       | 2011 est.   |
| 33  | Azerbajdzsán            | Ázsia         | 16 700                       | 2013        |
| 34  | Brazília                | Dél-Amerika   | 17 030                       | 2012 est.   |
| 35  | Kuvait                  | Ázsia         | 13 530                       | 2011 est.   |
| 36  | Bahrein                 | Ázsia         | 12 620                       | 2011 est.   |
| 37  | Brunei                  | Ázsia         | 12 440                       | 2011 est.   |
| 38  | Mianmar                 | Ázsia         | 11 910                       | 2011 est.   |
| 39  | Kolumbia                | Dél-Amerika   | 10 950                       | 2011 est.   |
| 40  | Románia                 | Európa        | 10 610                       | 2011 est.   |
| 41  | Jemen                   | Ázsia         | 9 620                        | 2011 est.   |
| 42  | Vietnam                 | Ázsia         | 9 300                        | 2012 est.   |
| 43  | Németország             | Európa        | 9 000                        | 2012 est.   |
| 44  | Szíria                  | Ázsia         | 7 870                        | 2011 est.   |
| 45  | Líbia                   | Afrika        | 7 855                        | 2011 est.   |
| 46  | Olaszország             | Európa        | 7 800                        | 2012 est.   |
| 47  | Egyenlítői-Guinea       | Afrika        | 6 880                        | 2011 est.   |
| 48  | Izrael                  | Ázsia         | 6 860                        | 2013 est.   |
| 49  | Dánia                   | Európa        | 6 412                        | 2012 est.   |
| 50  | Lengyelország           | Európa        | 6 193                        | 2012 est.   |
| 51  | Portugália              | Európa        | 4 904                        | 2012 est.   |
| 52  | Új-Zéland               | Óceánia       | 4 590                        | 2012 est.   |
| 53  | Fülöp-szigetek          | Ázsia         | 3 910                        | 2012 est.   |
| 54  | Mozambik                | Afrika        | 3 820                        | 2011 est.   |
| 55  | Japán                   | Ázsia         | 3 273                        | 2012 est.   |
| 56  | Magyarország            | Európa        | 2 462                        | 2012 est.   |
| 57  | Tunézia                 | Afrika        | 2 047                        | 2018 est.   |
| 58  | Ausztria                | Európa        | 1 906                        | 2012 est.   |
| 59  | Horvátország            | Európa        | 1 863                        | 2013 est.   |
| 60  | Elefántcsontpart        | Afrika        | 1 500                        | 2011 est.   |
| 61  | Dél-afrikai Köztársaság | Afrika        | 1 280                        | 2011 est.   |
| 62  | Chile                   | Dél-Amerika   | 1 144                        | 2012 est.   |
| 63  | Kuba                    | Karib-térség  | 1 030                        | 2012 est.   |
| 64  | Kongói Köztársaság      | Afrika        | 946                          | 2012 est.   |
| 65  | Irak                    | Ázsia         | 880                          | 2011 est.   |
| 66  | Tanzánia                | Afrika        | 860                          | 2011 est.   |
| 67  | Angola                  | Afrika        | 752                          | 2011 est.   |
| 68  | Törökország             | Eurázsia      | 632                          | 2012 est.   |
| 69  | Franciaország           | Európa        | 508                          | 2012 est.   |
| 70  | Szerbia                 | Európa        | 484.7                        | 2013 est.   |
| 71  | Dél-Korea               | Ázsia         | 424.9                        | 2012 est.   |
| 72  | Bulgária                | Európa        | 410                          | 2011 est.   |
| 73  | Írország                | Európa        | 373                          | 2012 est.   |
| 74  | Tajvan                  | Ázsia         | 330.2                        | 2011 est.   |
| 75  | Ecuador                 | Dél-Amerika   | 240                          | 2011 est.   |
| 76  | Jordánia                | Ázsia         | 230                          | 2011 est.   |
| 77  | Fehéroroszország        | Európa        | 220                          | 2011 est.   |
| 78  | Csehország              | Európa        | 200                          | 2012 est.   |
| 79  | Kamerun                 | Afrika        | 150                          | 2011 est.   |
| 80  | Afganisztán             | Ázsia         | 140                          | 2011 est.   |
| 81  | Szlovákia               | Európa        | 105                          | 2012 est.   |
| 82  | Pápua Új-Guinea         | Óceánia       | 100                          | 2011 est.   |
| 83  | Gabon                   | Afrika        | 70                           | 2011 est.   |
| 84  | Spanyolország           | Európa        | 61                           | 2012 est.   |
| 85  | Marokkó                 | Afrika        | 60                           | 2011 est.   |